# Pedetontus californicus
Pedetontus californicus är en insektsart som först beskrevs av Filippo Silvestri 1911.  Pedetontus californicus ingår i släktet Pedetontus och familjen klippborstsvansar. Inga underarter finns listade i Catalogue of Life.